# Frederik Brabrand
Frederik Brabrand (født 17. marts 1714 i Slagelse, død 20. januar 1799) var en dansk godsejer og landsdommer, far til Johan Ludvig Brabrand.
Han var søn af kæmner Rasmus Nielsen Brabrand (gift 2. gang 1724 med Rebecca Margrethe Flüge) og Sidsel Jensdatter (død tidligst 1721). Efter i en del år at have været forvalter på forskellige godser købte han 1748 Sonnerupgård på Sjælland, 1749 udnævntes han til landsdommer, 1761 til justitsråd, 1768 til etatsråd og 1777 til konferensråd. I den store litterære diskussion om landboreformerne tog Brabrand del med et par småafhandlinger, i hvilke han viser sig som en moderat reformven; først og fremmest ville han, at bonden ikke skulle være prisgivet vilkårlighed og luner, hans rettigheder og pligter, og særlig da hoveripligten, burde nøje bestemmes. Han skrev 1760 i Oekonomisk Magazin, som en af de første talsmænd for landboreformerne, om forbedring af den sjællandske bondes vilkår og anbefalede i dette indlæg, hvori han udviser varm sympati for bondestanden, en begrænsning og regulering af hoveriet. Kort før stavnsbåndets ophævelse (i en betænkning over O.L. Bangs afhandling om bondestanden 1787) skrev han igen skrev om hoveriet og gjorde nu den opfattelse gældende, at en "bestemmelse" ikke var nødvendig, når bonden kom til at stå som fri kontrahent over for godsejeren. 1788 solgte han Sonnerupgård.
I håndskrift har Brabrand efterladt en fortegnelse over hovedgårde og fideikommisgodser på Sjælland, Møn og Samsø med angivelse af deres prioritetsgæld (Det Kongelige Bibliotek). Han døde 1799.
Brabrand blev gift 25. september 1744 (?) med Charlotte Sophie Qvandrup (1725 – 4. april 1752 på Sonnerupgård), datter af økonom på Herlufsholm Mads (Niels) Qvandrup (død ca. 1762) og Karen (Anna?) Clausdatter Bang (1702-1773).
Han er begravet i Hvalsø Kirke. Der findes et portrætmaleri af ham.